# Silvester Petra Sancta
De jezuïet Silvester (of Silvestre) Petra (of Pietra) Sancta (Rome, 1590 – aldaar, 6 mei 1647) was rector in Loreto en is bekend geworden als heraldicus. Hij schreef twee boeken die grote invloed hebben gehad op de heraldiek:
- "De symbolis heroicis" (1634) (Nederlands:"Heraldische tekens"),
- "Tesserae Gentilitiae" (1638) (Nederlands:"Wapens van de adel").

In het werk "Tesserae Gentilitiae" beschrijft Silvester Petra Sancta een systeem om in prenten die in één kleur worden gedrukt de kleuren op een uniforme wijze, als arceringen en stippellijnen, aan te geven.

Silvester Petra Sancta ging daarbij alleen van de zes primaire heraldische kleuren (tincturen of smalts) "gules" (rood), "azure" (blauw), "sable" (zwart), "vert" (groen), "marron" (bruin) en de metalen "or" (goud) en "argent" (zilver) uit. Later werden door navolgers ook "purpure" (paars), "tenne" (oranje), "sanguine" (bloedrood) en "fer" (grijs) als arceringen getekend.
Een huidskleur, van een blanke tenminste, werd aangegeven door de oppervlakte leeg te laten.
Het systeem wordt wereldwijd gebruikt en heet, naar de auteur, "systeem Pietro Sancta".
Het eerste werk is in een verkeerd begrepen Latijn "De symbolis heroïcis" genoemd, Sancta ging ervan uit dat de "Ars heraldica" (afgeleid van herald of heraut) een "heroïsche" kunst was.
In zijn Tesserae Gentilitiae deed Petra Sancta een bijzondere suggestie; hij stelde voor om, voortbouwend op de tekening van het wapen van de Franse koning zoals Philippe Moreau dat in 1609 in zijn "Tableau des Armoiries de France" had getekend de wapenschilden van de keizer en de koningen in een wapentent met afhangende wapenmantel te plaatsen en hertogen en prinsen alleen een, niet opgebonden, wapenmantel te geven die aan een kroon werd bevestigd.
Ook de gebroeders Sainte-Marthe hadden in hun "Histoire de la Maison de France" het Franse koningswapen zo getekend.
Ook de arcering om kleuren aan te geven was niet nieuw; de Waalse graveur Francquart (circa 1623) en de heraldicus Butkens (1626) gingen Petra Sancta voor. Na hem stelden Lobkowitz (1639), Gelenius en De Rouck (1645) nog andere systemen voor.
Hugo Gerhard Ströhl schrijft in zijn Heraldische Atlas de arceringsmethode niet aan Petra Sancta, maar aan Marcus Vulson de la Colombière (1639) toe.
Mike Oettle noemt het systeem van Petra Sancta de "vloek van Petra Sancta" omdat het, in zijn ogen, de schoonheid van gravures bederft. In ieder geval is een ongewenst effect van het systeem dat Chine-de commande en dan met name het wapenporselein door de Chinese en Japanse schilders onbedoeld met arceringen werd versierd waar kleuren waren bedoeld. De tekenaars kopieerden vaak slaafs de Europese tekening die, in zwart-wit, bij de bestelling van porselein was gevoegd.
Franklyn and Tanner vermelden dat wapenkoningen en herauten het systeem Petra Sancta en de andere arceringen (in het Engels "hatchments" genoemd) nooit gebruiken en dat het (gelukkig) in vergetelheid raakt.

## Bron
- Grand Larousse Illustré" du XXe sie`cle' (1932)

- Bibliothèque nationale de France: cb134754241 (data)
- Gemeinsame Normdatei: 104171839
- International Standard Name Identifier: 0000 0001 0899 2540
- Library of Congress Control Number: nr00031771
- Nationale Bibliotheek van Tsjechië: ola2014827473
- Nationale Bibliotheek van Israël: 987007285132505171
- Nederlandse Thesaurus van Auteursnamen: 070340005
- Istituto Centrale per il Catalogo Unico: UBOV127476
- Système universitaire de documentation: 111877393
- Virtual International Authority File: 49372599
- WorldCat: E39PBJyWYM8QCGBDXDwy78c9Dq